# قیصریه (بخشی از معماری بازار ایرانی)

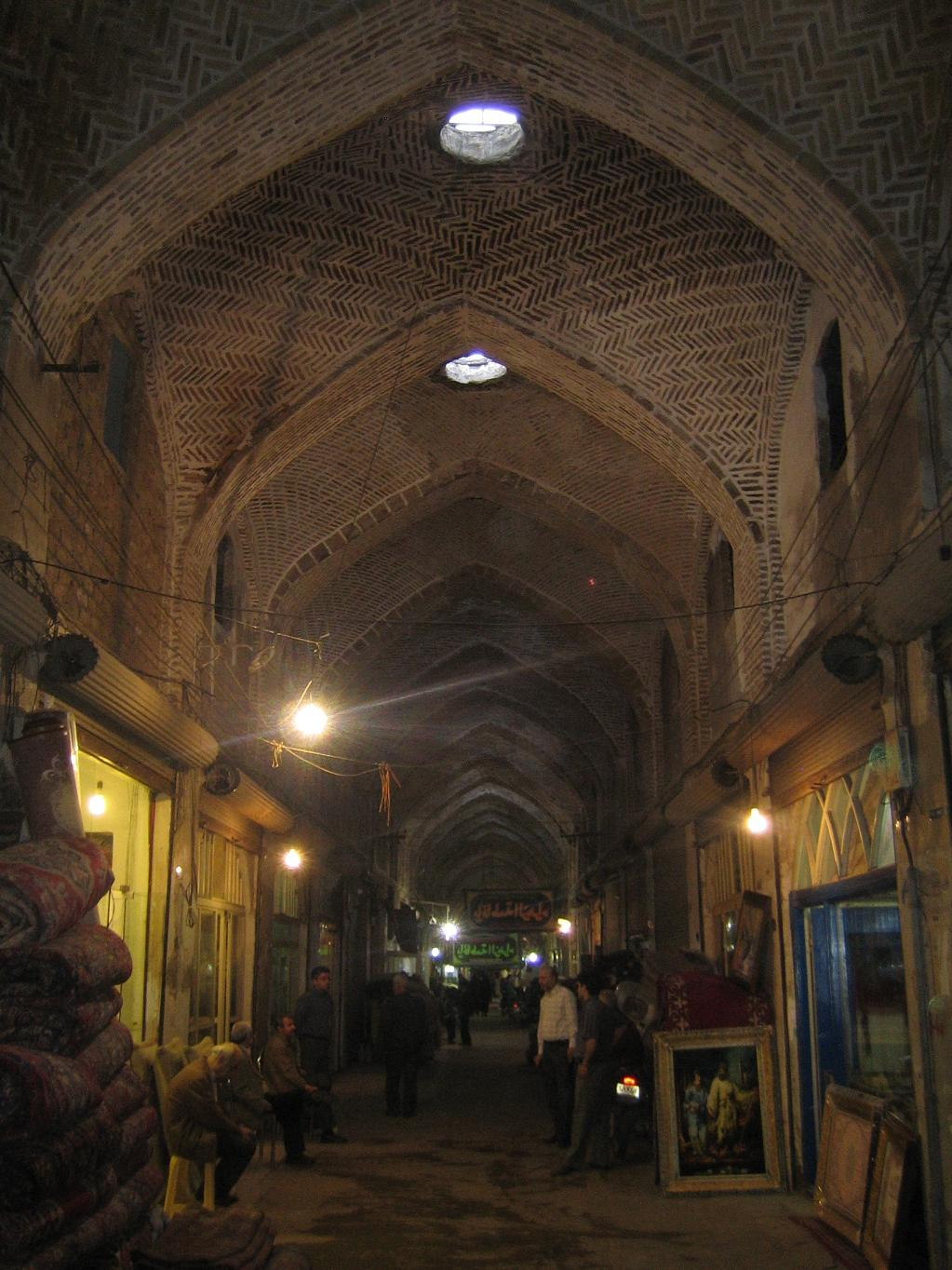
بازار قیصریه، قزوین

بخشی از بازار به شکل سراهای گنبددار، یا با نقشهٔ چلیپایی که به کالاهای گرانقیمت اختصاص داشت قِیصَریّه نامیده می‌شد.
هم اکنون در تهران، شیراز، یزد،اصفهان، قزوین، کرمان ،لار ،اردبیل ،نهاوند و تویسرکان از این قیصریه‌ها موجود است.

## نمونه‌ها
- راسته بازار قیصریه اصفهان.
- بازار قیصریه لار.